# Комов, Фёдор Александрович
Фёдор Алекса́ндрович Ко́мов (9 декабря 1923 — 13 ноября 2001) — советский солдат, в годы Великой Отечественной войны командир отделения связи 261-го гвардейского пушечного артиллерийского полка 36-го стрелкового корпуса 5-й армии. Полный кавалер ордена Славы.

## Биография
Родился 9 декабря 1923 года в деревне Юрьево Задонского района Липецкой области в семье крестьянина. Русский. Жил с родителями в Грузии, там учился, вступил в комсомол. Образование среднее. Работал в колхозе.

### Годы Великой Отечественной войны
В Красной Армии с мая 1942 года (призван Зугдидским РВК Грузинской ССР). Окончив трехмесячные курсы, стал радистом-связистом. На фронте в Великую Отечественную войну с августа 1942 года. Член КПСС с 1942 года.
Свой первый бой принял у хутора Калач-Донской на реке Червлённая в составе артиллерийского полка. За участие в Сталинградской битве был удостоен медали «За оборону Сталинграда».
20 октября 1943 года радиотелеграфист 261-го гвардейского пушечного артиллерийского полка 36-го стрелкового корпуса 5-й армии Западного фронта гвардии младший сержант Ф. А. Комов в районе деревни Старая Тухиня (Витебская область) под огнём противника развернул радиостанцию и, несмотря на ранение, корректировал огонь артиллерии. 31 декабря 1943 года в результате его точной корректировки огня было подавлено два опорных пункта сопротивления и уничтожено более роты пехоты, что позволило бойцам 618-го стрелкового полка занять наиболее выгодные позиции. За этот эпизод 3 февраля 1944 года награждён орденом Славы III степени.
С 23 по 24 июня 1944 в боях севернее населённого пункта Богушевское (ныне Богушевск Витебской области) Ф. А. Комов в составе 36-го стрелкового корпуса 5-й армии 3-го Белорусского фронта обеспечил корректировку огня артиллерии. Несмотря на ранение, не покинул поля боя, в результате чего конники 6-й гвардейской кавалерийской дивизии смогли успешно переправиться через реку Лучеса и начали развивать наступление на Богушевск. За это 16 августа 1944 года был награждён орденом Славы II степени.
Командир отделения связи гвардии сержант Ф. А. Комов в наступлении в районе населённого пункта Грос-Потаурн (25 км юго-западнее города Инстербург, ныне Черняховск Калининградской области) обеспечил устойчивую радиосвязь наблюдательного пункта с огневыми позициями, а 24 января 1945 года спас полковое Знамя, взяв командование взводом на себя. Снова был ранен, но остался в строю. Уничтожил около 10 солдат противника. 29 июня 1945 года награждён орденом Славы I степени, став первым в полку полным кавалером ордена Славы.

### Послевоенные годы
В 1946 году демобилизован. С 1948 года проживал в городе Сталиногорск (ныне Новомосковск Тульской области). Работал в колхозе, затем, окончив годовые дорожно-технические курсы, сцепщиком на Тульском отделении Московской железной дороги, дежурным по станции, старшим помощником начальника станции «Северная». С 1962 года — заместитель начальника станции Ключёвка Тульской области.
30 декабря 1973 года вместе с Героями Советского Союза Присягиным Н. А., Стрижковым М. П. и полным кавалером ордена Славы Федоновым А. Т. принимал участие в открытии монумента «Вечная Слава» на улице Московская города Новомосковска.
В 1983 году ушёл на пенсию с должности начальника станции «Молодёжная».
Участник Парада Победы 1995 года на Красной площади.
Умер 13 ноября 2001 года в Новомосковске.

## Награды
- орден Отечественной войны I степени (11 марта 1985)
- орден Славы I степени (29 июня 1945)
- орден Славы II степени (16 августа 1944)
- орден Славы III степени (3 февраля 1944)
- медали, в том числе
  - медаль «За оборону Сталинграда» (1942)

## Память
Имя Ф. А. Комова увековечено на аллее Героев (ул. Московская), на стенде Мемориала павшим в Великой Отечественной войне в городе Новомосковске, аллее Славы в городе Задонске Липецкой области и в Центральном музее Великой Отечественной войны на Поклонной горе в Москве.